# Wallebene
Wallebenen sind Großkrater auf dem Mond, deren meist ebene Innenfläche von einem runden Wall umgeben ist. Sie haben Durchmesser zwischen etwa 60 und 300 km.
Der Boden der Wallebene kann von kleinen Kratern, Hügeln oder Rillen bedeckt sein. Er liegt gewöhnlich etwas tiefer als das umgebende Gelände und passt sich der Krümmung der Mondkugel an, was bei tiefem Sonnenstand reizvolle Beleuchtungseffekte an Geländestufen und am Kraterrand ergibt.
Der mächtige Wall ist bei diesen Großkratern zwischen 1 und 5 km hoch, oft reich gegliedert und von Furchen oder Klüften durchzogen. Auch kleine Krater und Bodenrutschungen können den Wall unterbrechen. Das Verhältnis Wallhöhe zu Durchmesser liegt durchschnittlich bei 1:40 bis 1:80. Ein im Innern stehender Astronaut könnte daher den Wall oft nicht mehr sehen (der Mond ist viel kleiner als die Erde und seine Oberfläche 4-mal stärker gekrümmt). Die Innenwände sind manchmal abgestuft und steiler als die äußeren Hänge. Den bei kleineren Kratern häufigen Zentralberg gibt es bei Wallebenen nicht, weil die Dynamik des Meteoriteneinschlags großräumiger ist.
Bedeutende Wallebenen sind
- Clavius (ca. 200 km, im südlichen Hochland)
- Ptolemäus (ca. 150 km, nahe der Mondmitte)
- Posidonius (100 km, nordwestlich der Mondmitte)
- Schickard (ca. 200 km, nahe dem Südwestrand) und
- Bailly – mit 300 km die größte Wallebene; direkt am Südwestrand des Mondes, daher nur sehr verzerrt sichtbar.